# The Rugby Championship

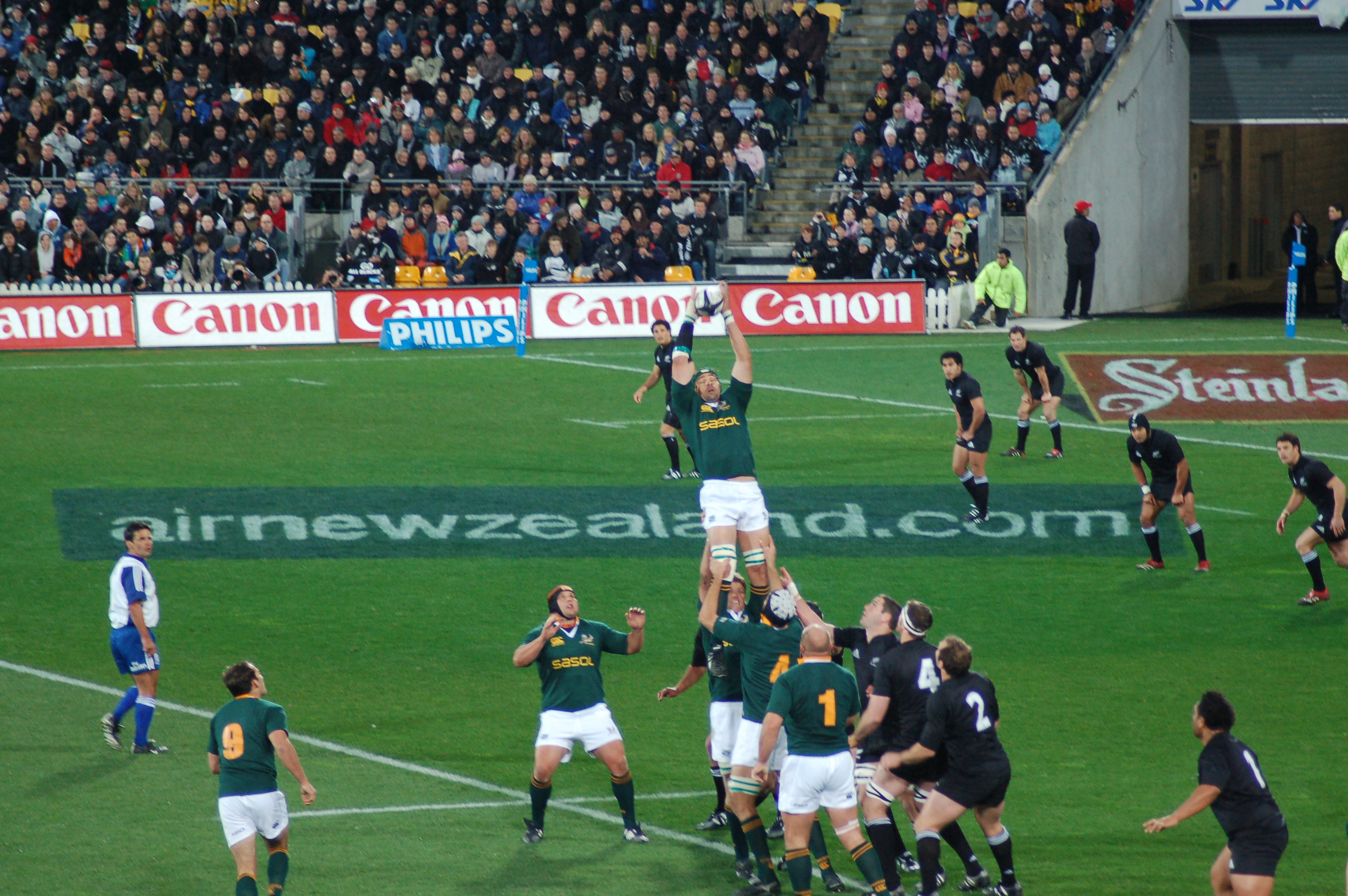
Partit entre Nova Zelanda i Sud-àfrica pel Tres Nacions 2006.

El Rugby Championship (anteriorment conegut com a Torneig Tres Nacions) és un torneig internacional i anual de rugbi, que es realitza des de 2012, en el qual participen les seleccions nacionals de l'Argentina, Austràlia, Nova Zelanda i Sud-àfrica. És l'hereu del Tri-Nations, torneig que es va disputar 16 vegades entre els anys 1996 i 2011.
El torneig es considera una de les competicions internacionals de rugbi més importants i de més prestigi, participant en el mateix les principals potències de l'hemisferi sud, constituint un autèntic equivalent al Torneig de les Sis Nacions, que juguen les principals potències de l'hemisferi nord.
El format del torneig és tots contra tots en què cada equip juga dues vegades, com a local i com a visitant, contra les altres tres seleccions. Els partits es realitzen durant els mesos de juliol i agost després de la finalització del Torneig Super 15 (un torneig de clubs provinents dels països de l'antic Tres Nacions). Val a dir, que en els anys que coincideix amb la Copa del món de rugbi, la competició es juga a un sola ronda.
La competició està organitzada per la SANZAR, un consorci dels organismes d'administració federatius dels quatre països participants.
Al llarg de les 16 edicions del Torneig de les Tres nacions (1996-2011), Nova Zelanda va demostrar una àmplia superioritat, guanyant-lo en 10 ocasions, mentre que Sud-àfrica i Austràlia la van guanyar 3 vegades cadascuna. Així mateix, des de l'inici del torneig l'any 1996, el partit entre Austràlia i Nova Zelanda durant el torneig, estableixen el guanyador de la tradicional Copa Bledisloe, que es disputa des de 1932.

## Les quatre nacions
| Argentina | Austràlia                                                                         | Nova Zelanda                                                | Sud-àfrica                                                                          |
| --- | --------------------------------------------------------------------------------- | ----------------------------------------------------------- | ----------------------------------------------------------------------------------- |
| - Uniforme: Samarreta celeste i blanca, pantalons blancs, mitjanes a ratlles blanques i celestes. - Símbol: Yaguareté. | - Uniforme: Samarreta groga, pantalons verds i mitjanes verdes. - Símbol: Ualabí. | - Uniforme: Equipament negre. - Símbol: Falguera platejada. | - Uniforme: Samarreta verda, pantalons blancs i mitjanes verdes. - Símbol: Antílop. |

## Format
El guanyador del torneig és que obté una major nombre de punts al llarg de les diferents jornades del torneig, seguint el següent criteri:
- 4 punts per guanyar un partit
- 2 punts per empatar un partit
- 1 punt addicional per fer almenys quatre assaigs (punt bonus ofensiu)
- 1 punt addicional per perdre un partit per set punts o menys (punt bonus defensiu)
- 0 punts per perdre un partit per més de set punts

Si hi ha empat en punts en finalitzar el campionat, es definirà el vencedor amb els següents criteris de desempat:
1. Major quantitat de victòries en el Rugbi Championship.
2. Més victòries contra els altres equips amb els quals empata.
3. Major marge de punts a favor i en contra en el torneig.
4. Major marge de punts a favor i en contra pel que fa als equips amb els està empatat.
5. Més assaigs anotats.

En el cas en què aquests criteris no aconsegueixin el desempat, la posició es compartirà entre els dos equips.
.
En Torneig de les Tres Nacions 2006, desè aniversari de la competició, es va agregar una tercera ronda de partits. Aquesta ronda no es disputava en els anys que hi havia Copa del Món de Rugbi, com va succeir en el Torneig de les Tres Nacions 2007 i de 2011. En el Rugbi Championship es continua utilitzant un calendari de sis partits, excepte en els anys de Copa del Món quan es realitzen quatre partits.

## Resultats del Tres Nacions
Al llarg de les 16 edicions del Torneig de les Tres Nacions (1996-2011), Nova Zelanda va demostrar una àmplia superioritat, guanyant-ho 10 vegades, mentre que Sud-àfrica i Austràlia ho van fer en 3 ocasions cadascuna.
| Any                              | Guanyador    | Jugats | Guanyats | Empatats | Perduts | Punts a favor | Punts en contra | Dif. de punts | Bonus | Taula de punts |
| -------------------------------- | ------------ | ------ | -------- | -------- | ------- | ------------- | --------------- | ------------- | ----- | -------------- |
| Torneig de les Tres Nacions 1996 | Nova Zelanda | 4      | 4        | 0        | 0       | 119           | 60              | (+) 59        | 1     | 17             |
| Torneig de les Tres Nacions 1997 | Nova Zelanda | 4      | 4        | 0        | 0       | 159           | 109             | (+) 50        | 2     | 18             |
| Torneig de les Tres Nacions 1998 | Sud-àfrica   | 4      | 4        | 0        | 0       | 80            | 54              | (+) 26        | 1     | 17             |
| Torneig de les Tres Nacions 1999 | Nova Zelanda | 4      | 3        | 0        | 1       | 103           | 61              | (+) 42        | 0     | 12             |
| Torneig de les Tres Nacions 2000 | Austràlia    | 4      | 3        | 0        | 1       | 104           | 86              | (+) 18        | 2     | 14             |
| Torneig de les Tres Nacions 2001 | Austràlia    | 4      | 2        | 1        | 1       | 81            | 75              | (+) 6         | 1     | 11             |
| Torneig de les Tres Nacions 2002 | Nova Zelanda | 4      | 3        | 0        | 1       | 97            | 65              | (+) 32        | 3     | 15             |
| Torneig de les Tres Nacions 2003 | Nova Zelanda | 4      | 4        | 0        | 0       | 142           | 65              | (+) 77        | 2     | 18             |
| Torneig de les Tres Nacions 2004 | Sud-àfrica   | 4      | 2        | 0        | 2       | 110           | 98              | (+) 12        | 3     | 11             |
| Torneig de les Tres Nacions 2005 | Nova Zelanda | 4      | 3        | 0        | 1       | 111           | 86              | (+) 25        | 3     | 15             |
| Torneig de les Tres Nacions 2006 | Nova Zelanda | 6      | 5        | 0        | 1       | 179           | 112             | (+) 67        | 3     | 23             |
| Torneig de les Tres Nacions 2007 | Nova Zelanda | 4      | 3        | 0        | 1       | 100           | 59              | (+) 41        | 1     | 13             |
| Torneig de les Tres Nacions 2008 | Nova Zelanda | 6      | 4        | 0        | 2       | 152           | 106             | (+) 46        | 3     | 19             |
| Torneig de les Tres Nacions 2009 | Sud-àfrica   | 6      | 5        | 0        | 1       | 158           | 130             | (+) 28        | 1     | 21             |
| Torneig de les Tres Nacions 2010 | Nova Zelanda | 6      | 6        | 0        | 0       | 184           | 111             | (+) 73        | 3     | 27             |
| Torneig de les Tres Nacions 2011 | Austràlia    | 4      | 3        | 0        | 1       | 92            | 79              | (+) 13        | 1     | 13             |

### Rànquing de finalistes i semifinalistes
| Posat | Selecció     | Campió | Subcampió | Tercer |
| ----- | ------------ | ------ | --------- | ------ |
| 1º    | Nova Zelanda | 10     | 4         | 2      |
| 2º    | Austràlia    | 3      | 9         | 4      |
| 3º    | Sud-àfrica   | 3      | 3         | 10     |

## Resultats del Rugbi Championship
| Any                         | Guanyador    | Jugats | Guanyats | Empatats | Perduts | Punts a favor | Punts en contra | Dif. de punts | Bonus | Taula de punts |
| --------------------------- | ------------ | ------ | -------- | -------- | ------- | ------------- | --------------- | ------------- | ----- | -------------- |
| The Rugby Championship 2012 | Nova Zelanda | 6      | 6        | 0        | 0       | 177           | 66              | (+) 111       | 2     | 26             |
| The Rugby Championship 2013 | Nova Zelanda | 6      | 6        | 0        | 0       | 202           | 115             | (+) 87        | 4     | 28             |
| The Rugby Championship 2014 | Nova Zelanda | 6      | 4        | 1        | 1       | 164           | 91              | (+) 73        | 4     | 22             |
| The Rugby Championship 2015 | Austràlia    | 3      | 3        | 0        | 0       | 85            | 45              | (+) 37        | 1     | 13             |

### Rànquing de finalistes i semifinalistes
| Posat | Selecció     | Campió | Subcampió | Tercer | Quart |
| ----- | ------------ | ------ | --------- | ------ | ----- |
| 1º    | Nova Zelanda | 3      | 1         | 0      | 0     |
| 2º    | Sud-àfrica   | 0      | 2         | 1      | 1     |
| 3º    | Austràlia    | 1      | 1         | 2      | 0     |
| 4º    | Argentina    | 0      | 0         | 1      | 3     |

## Balanç de seleccions

### Tres Nacions (1996-2011)
| País         | Partits | Partits | Partits  | Partits | Punts   | Punts     | Punts | Punts | Taula de punts | Títols |
| País         | J       | G       | Empatats | Perduts | A favor | En contra | Dif   | Bonus | Taula de punts | Títols |
| ------------ | ------- | ------- | -------- | ------- | ------- | --------- | ----- | ----- | -------------- | ------ |
| Nova Zelanda | 72      | 50      | 0        | 21      | 1936    | 1395      | +541  | 32    | 232            | 10     |
| Austràlia    | 72      | 29      | 1        | 43      | 1531    | 1721      | - 190 | 34    | 140            | 3      |
| Sud-àfrica   | 72      | 28      | 1        | 42      | 1480    | 1831      | -351  | 24    | 138            | 3      |

### Rugbi Championship (des de 2012)
Actualitzat el 15 d'agost de 2015
| País         | Partits | Partits | Partits  | Partits | Punts   | Punts     | Punts | Punts | Taula de punts | Títols |
| País         | J       | G       | Empatats | Perduts | A favor | En contra | Dif   | Bonus | Taula de punts | Títols |
| ------------ | ------- | ------- | -------- | ------- | ------- | --------- | ----- | ----- | -------------- | ------ |
| Nova Zelanda | 21      | 18      | 1        | 2       | 628     | 337       | +291  | 11    | 85             | 3      |
| Austràlia    | 21      | 10      | 1        | 10      | 434     | 515       | −81   | 3     | 45             | 1      |
| Sud-àfrica   | 21      | 10      | 1        | 10      | 522     | 424       | +98   | 10    | 52             | 0      |
| Argentina    | 21      | 2       | 1        | 18      | 337     | 645       | −308  | 8     | 18             | 0      |